# شهرستان بیکر (اورگن)
شهرستان بیکر، اورگن (به انگلیسی: Baker County, Oregon) شهرستانی در ایالات متحده آمریکا است که در اورگن واقع شده‌است.

## خصوصیات
شهرستان بیکر ۷٬۹۹۷٫۹۳ کیلومترمربع مساحت دارد.